# Perichelydia
Perichelydia (від грецького peri — «поруч» і chelys — «черепаха»)  — клада черепах і їхніх вимерлих родичів, відомих із середньої юри до голоцену. Крім групи Testudines, також містить Helochelydridae, який відомий з крейди Європи та Північної Америки, Sichuanchelyidae від середньої юри до палеоцену Азії та Європи, Meiolaniformes, який відомий з крейди до голоцену Південної Америки, Австралії та Океанія та Spoochelys, відомі з серединно-крейдової формації Гріман-Крік в Австралії. Kallokibotion з пізньої крейди Європи також вважається частиною цієї групи.